# Jacques Guay
Pour les articles homonymes, voir Guay.
Jacques Guay, né à Marseille le 26 septembre 1711 et mort à Paris en 1793, est un graveur en pierres fines français.

## Biographie
Jacques Guay vint de bonne heure à Paris et étudia le dessin auprès de François Boucher. Ayant eu souvent l'occasion de voir la collection des pierres gravées du cabinet de Joseph-Antoine Crozat, Jacques Guay se tourna vers l'étude de cet art. En 1742, il se rendit à Florence, où il étudia les pierres antiques dans la collection du grand-duc. Fixé à Rome, il visita les plus beaux cabinets d'antiques et fit un Antinoüs d'après une statue de la galerie du cardinal Albani. Lorsqu'il revint en France, il succéda à François-Julien Barier comme graveur en pierres fines du cabinet du roi. Il fut chargé en même temps de graver en pierres fines les principaux événements de son règne, dont Edmé Bouchardon devait composer les dessins, et dont il exécuta seulement celui qui représentait la bataille de Fontenoy. Madame de Pompadour le fit admettre à l'Académie royale de peinture et de sculpture en 1742.

## Source
« Jacques Guay », dans Louis-Gabriel Michaud, Biographie universelle ancienne et moderne : histoire par ordre alphabétique de la vie publique et privée de tous les hommes avec la collaboration de plus de 300 savants et littérateurs français ou étrangers, 2e édition, 1843-1865 [détail de l’édition]